# Psychotria steinii
Psychotria steinii är en måreväxtart som beskrevs av Julian Alfred Steyermark. Psychotria steinii ingår i släktet Psychotria och familjen måreväxter. Inga underarter finns listade i Catalogue of Life.